# پارک چان-ووک
این یک نام کره‌ای است؛ نام خانوادگی پارک است.
پارک چان-ووک (به کره‌ای: 박찬욱، به انگلیسی: Park Chan-wook، با تلفظ کره‌ای پاک چان-اوک؛ زادهٔ ۲۳ اوت ۱۹۶۳) فیلم‌نامه‌نویس، کارگردان، و تهیه‌کننده اهل کره جنوبی است. وی از سال ۱۹۹۲ میلادی تاکنون مشغول فعالیت بوده‌است و از شناخته‌شده‌ترین کارگردانانِ اهل کرهٔ جنوبی است.
سه‌گانهٔ انتقامِ او شهرت جهانی دارد. اولدبوی، دومین فیلم از این سه‌گانه، «جایزهٔ بزرگ» جشنواره فیلم کن در سال ۲۰۰۴ را از آنِ خود کرد و مورد تحسین رئیس هیئت داوران جشنواره، کوئنتین تارانتینو، قرار گرفت.
فیلم دیگر او به نام کنیز موفق به دریافت جایزه بفتا بهترین فیلم غیرانگلیسی‌زبان شد و همچنین نامزد دریافت نخل طلای جشنواره کن ۲۰۱۶ شد.
او برای فیلم تصمیم به رفتن جایزه بهترین کارگردانی جشنواره کن ۲۰۲۲ را کسب کرد.

## فیلم‌شناسی

### فیلم
| سال  | فیلم                               | عنوان         | عنوان        | عنوان          |
| سال  | فیلم                               | کارگردان فیلم | فیلم‌نامه‌نویس | تهیه‌کننده فیلم |
| ---- | ---------------------------------- | ------------- | ------------ | -------------- |
| ۱۹۹۲ | ماه رؤیای خورشید                   | آری           | آری          | نه             |
| ۱۹۹۷ | تریو                               | آری           | آری          | نه             |
| ۲۰۰۰ | آنارشیست‌ها                         | نه            | آری          | نه             |
| ۲۰۰۰ | منطقه امنیتی مشترک                 | آری           | آری          | نه             |
| ۲۰۰۱ | انسانی                             | نه            | آری          | نه             |
| ۲۰۰۲ | همدردی با آقای انتقام              | آری           | آری          | نه             |
| ۲۰۰۲ | یک مثلث عشقی عجیب و غریب           | نه            | آری          | نه             |
| ۲۰۰۳ | اولدبوی                            | آری           | آری          | نه             |
| ۲۰۰۵ | بانوی انتقام                       | آری           | آری          | نه             |
| ۲۰۰۵ | پسر به بهشت می‌رود                  | نه            | آری          | نه             |
| ۲۰۰۶ | من یک سایبورگ هستم، ولی مشکلی نیست | آری           | آری          | آری            |
| ۲۰۰۸ | علاقه و سرخ شدن                    | نه            | آری          | آری            |
| ۲۰۰۹ | عطش                                | آری           | آری          | آری            |
| ۲۰۱۳ | استوکر                             | آری           | نه           | نه             |
| ۲۰۱۳ | برف‌شکن                             | نه            | نه           | آری            |
| ۲۰۱۶ | کنیز                               | آری           | آری          | آری            |
| ۲۰۱۶ | حقیقت پنهان                        | نه            | آری          | نه             |
| ۲۰۲۲ | تصمیم جدایی                        | آری           | آری          | آری            |